# Sheldon Axler

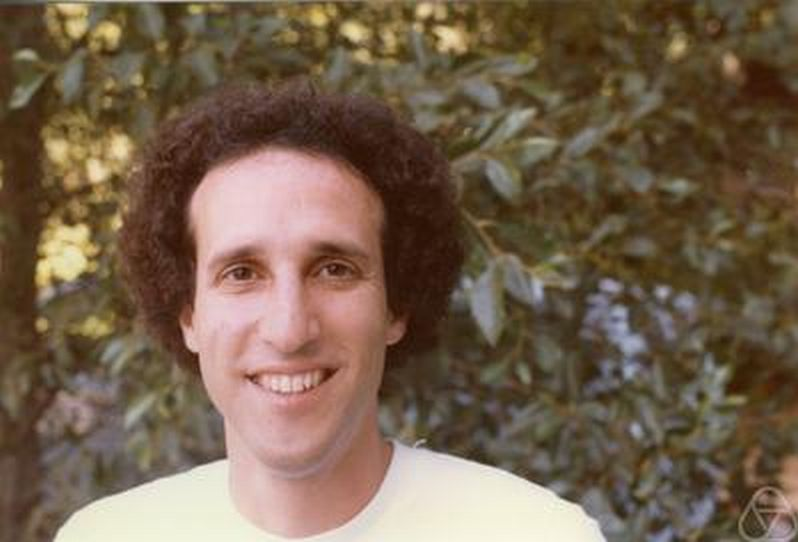
Sheldon Axler, Berkeley 1984

Sheldon Jay Axler (* 6. November 1949 in Philadelphia) ist ein US-amerikanischer Mathematiker.
Axler ging in Miami zur Schule und studierte an der Princeton University, wo er 1971 seinen Bachelor-Abschluss in Mathematik mit Bestnoten machte. Er wurde 1975 an der University of California, Berkeley, bei Donald Sarason promoviert (Subalgebras of {\displaystyle L^{\infty }}). Als Post-Doktorand war er Moore Instructor am Massachusetts Institute of Technology. Er lehrte als Professor an der Michigan State University, bevor er 1997 Professor und Vorstand der Mathematikfakultät an der San Francisco State University wurde. Er war dort ab 2002 Dekan des College of Science and Engineering.
Er ist für verschiedene Lehrbücher und Schulbücher bekannt, insbesondere sein in den USA verbreitetes Lehrbuch der Linearen Algebra, wobei er Determinanten in der Lehre zu vermeiden sucht.
2012 wurde er Fellow der American Mathematical Society. 1996 erhielt er den Lester Randolph Ford Award für Down with Determinants.
Axler war Mitherausgeber des American Mathematical Monthly und war Herausgeber des Mathematical Intelligencer.

## Schriften
- mit Paul Bourdon, Wade Ramey: Harmonic function theory, 2. Auflage, Springer Verlag, Graduate Texts in Mathematics 2001
- Linear Algebra Done Right, Undergraduate Texts in Mathematics, Springer Verlag, 2. Auflage 1997, 12. Nachdruck 2009
- mit John E. McCarthy, Donald Sarason (Herausgeber): Holomorphic Spaces, Cambridge University Press, 1998
- Precalculus: A Prelude to Calculus, Wiley, 2009
- mit Peter Rosenthal, Donald Sarason (Herausgeber): A Glimpse at Hilbert Space Operators, Birkhäuser, 2010
- College Algebra, Wiley, 2011
- Algebra & Trigonometry, Wiley, 2011